# Johan Falk
Johan Falk is een Zweedse politieserie van de zender TV 4. Jakob Eklund speelt politie-inspecteur Johan Falk, lid van de speciale unit 'GSI', die zich bezighoudt met de zware criminaliteit. De serie bestaat uit twintig films die zijn uitgebracht tussen 1999 en 2015. De laatste werden direct op dvd uitgebracht.

## Verhaal
Johan Falk wordt - na een carrière bij Europol in Den Haag - gevraagd om terug te komen naar Zweden en lid te worden van de speciale unit 'GSI' (Gruppen för särskilda insatser), de sectie binnen de politie van Göteborg die gespecialiseerd is in infiltratie in de zwaarste criminele organisaties. Het team staat onder leiding van Patrik Agrell. Falk gaat werken met infiltrant Frank Wagner, die hem informatie verstrekt over de misdaadwereld en zaken als vrouwenhandel, afpersing en wapenhandel. Dit personage is gebaseerd op een echte undercoveragent met de naam Peter Rätz, wiens verhaal door schrijver en journalist Dick Sundevall is beschreven in twee boeken en verschillende krantenartikelen.

## Rolverdeling

#### Andersson/Falk
- Jakob Eklund - Johan Falk
- Marie Richardson - Helén Andersson/Falk
- Hanna Alsterlund - Nina Andersson
- Isidor Alcaide Backlund - Ola Falk
- Jonas Bane - Bill

#### GSI
- Jakob Eklund - Johan Falk
- Mikael Tornving - Patrik Agrell
- Meliz Karlge - Sophie Nordh
- Zeljko Santrac - Matte
- Alexander Karim - Niklas Saxlid
- Henrik Norlén - Lasse Karlsson
- Mårten Svedberg - Vidar Pettersson
- André Sjöberg - Dick Jörgensen

#### Polis
- André Sjöberg - Dick Jörgensen
- Jacqueline Ramel - Anja Månsdottir
- Fredrik Dolk - Peter Kroon
- Lennart Hjulström - Ola Sellberg

#### Seth's gang
- Jens Hultén - Seth Rydell
- Joel Kinnaman - Frank Wagner
- Anastasios Soulis - Felix Rydell
- Martin Wallström - Martin Borhulth
- Christian Brandin - Conny Lloyd
- Erik Lundin - Macke G:sson
- Anders Gustavsson - Victor Eriksen
- Roy Hansson - Kenneth Alm

#### Wagner
- Joel Kinnaman - Frank Wagner
- Ruth Vega Fernandez - Marie Lindell

#### Overig
- Peter Franzén - Milo
- Björn Bengtsson - Jack

## Afleveringen

#### Losstaande films (1999-2003)
- Noll Tolerans (1999)
- Livvakterna (2001)
- Den Tredje Vågen (2003)

#### Seizoen 1 (2009)
- Gruppen För Särskilda Insatser (2009)
- Vapenbröder (2009)
- National Target (2009)
- Leo Gaut (2009)
- Operation Näktergal (2009)
- De Fredlösa (2009)

#### Seizoen 2 (2012)
- Spelets Regler (2012)
- De 107 Patrioterna (2012)
- Alla Råns Moder (2012)
- Organizatsija Karayan (2012)
- Barninfiltratören (2012)
- Kodnamn Lisa (2012)

#### Seizoen 3 (2015)
- Ur askan i elden (2015)
- Tyst diplomati (2015)
- Blodsdiamanter (2015)
- Lockdown (2015)
- Slutet (2015)